# Rebévelier
No se confunda con Rebeuvelier.
Rebévelier (antiguamente en alemán Rupperswiler) es una comuna suiza del cantón de Berna, situada en el distrito administrativo del Jura bernés. Limita al norte con las comunas de Saulcy (JU) y Haute-Sorne (JU), con la que también limita al este, al sur con Petit-Val, y al oeste con Lajoux (JU).

## Historia
De 1797 a 1815, Rebévelier perteneció a Francia, la comuna hacía parte del departamento de Monte Terrible, y a partir de 1800, al departamento del Alto Rin, al cual el departamento de Monte Terrible fue anexado. En 1815, luego del Congreso de Viena, el territorio del antiguo Obispado de Basilea fue atribuido al cantón de Berna. Hasta el 31 de diciembre de 2009 situada en el distrito de Moutier.

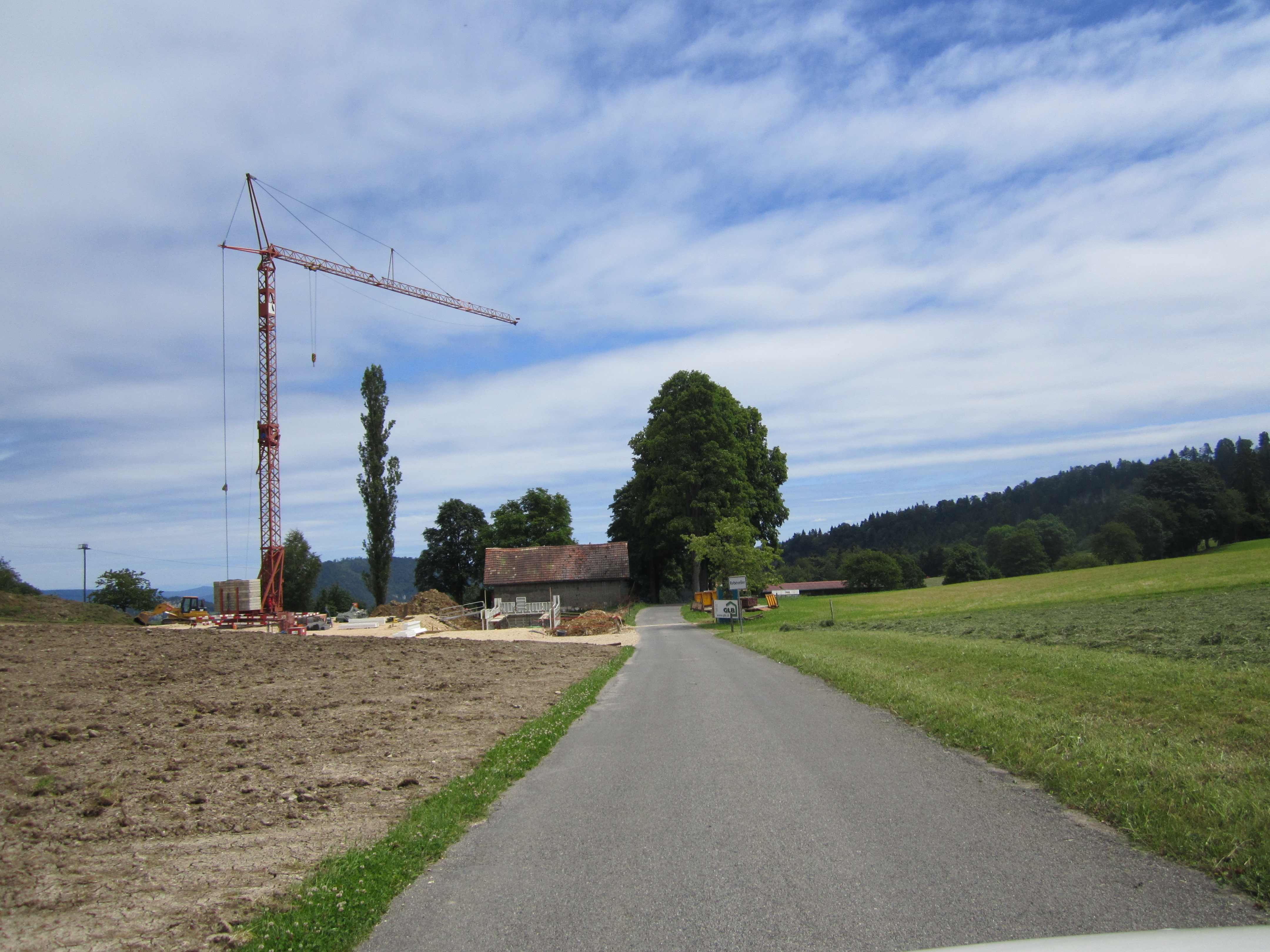
Vista de Rebévelier.